# Eupen

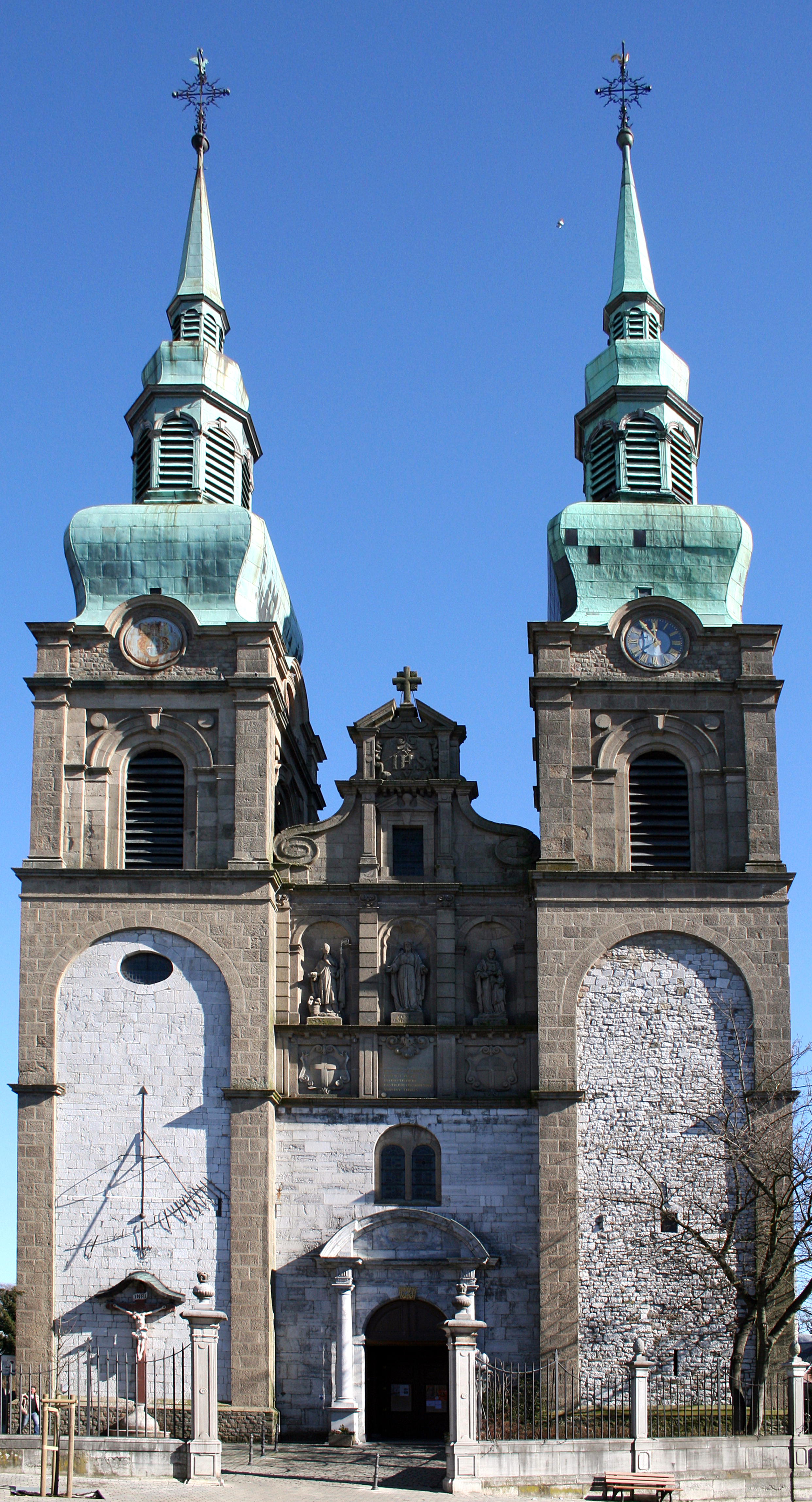
Kościół pw. św. Mikołaja (Sankt Nikolaus)

Eupen [ˈøːpə(n)] (wa. Nèyåw, grp. Ööpe, hist. Néau) – miasto we wschodniej Belgii, w Regionie Walońskim, w prowincji Liège, w okręgu Verviers. Leży nad rzeką Vesdre, w dorzeczu Mozy. Miasto położone jest ok. 15 km od granicy z Niemcami i Niderlandami oraz płaskowyżu Hautes Fagnes w Ardenach oraz ok. 30 km od Liège. Jest głównym miastem we wspólnocie niemieckojęzycznej.
Językiem oficjalnym w Eupen jest niemiecki, chociaż flamandzki był tu, jak i w zachodniej części Nadrenii, popularny jeszcze w XVIII wieku. W Eupen znajduje się uniwersytet Autonome Hochschule Ostbelgien (AHS), oferujący stopień licencjata w nauczaniu początkowym i pielęgniarstwie.

## Historia
Po zakończeniu I wojny światowej traktat wersalski (art. 34) zadecydował, iż Eupen i sąsiadujące z nim miasto Malmedy w latach 1920–1925 będą znajdować się pod zarządem belgijskim, w formie Gouvernement Eupen-Malmedy, któremu przewodniczył generał Herman Baltia. Ostatecznie region był przedmiotem plebiscytu, decydującego o tym, czy zostanie on na stałe odłączony od Niemiec i włączony do Belgii. Głosowanie było jawne, gdyż karty wyborcze zawierały imię i nazwisko oraz adres głosującego.
Wkrótce Belgia rozpoczęła tajne negocjacje z Republiką Weimarską, w celu odkupienia przez Niemców tych terenów – 200 milionów marek w złocie miało poprawić sytuację budżetową w Brukseli. Pomysł ten nie doczekał się realizacji z powodu zdecydowanego sprzeciwu Francji.

### Kalendarium
- 1213 – pierwsza wzmianka o Eupen i kaplicy pw. św. Mikołaja (Sankt Nikolaus) w Księstwie Limburgii
- 1288 – po bitwie pod Worringen Księstwo Limburgii zostało zaanektowane przez Jana I z Brabancji
- 1387 – Brabancja i Limburgia dostały się pod władzę dynastii burgundzkiej. Eupen zostało spalone podczas wojny przeciwko Geldrii
- 1477 – Brabancja i Limburgia razem z Eupen przeszły na własność Habsburgów austriackich
- 1544 – cesarz Karol V przyznał Eupen prawo do dwóch targów w roku
- 1555 – Brabancja i Limburgia z Eupen zostały własnością hiszpańskich Habsburgów
- 1565 – pierwsza wzmianka o protestantyzmie w Eupen
- 1582 – Eupen zostało zniszczone przez wojska niderlandzkie
- 1635 – zaraza znacznie zmniejszyła populację miasta
- 1648 – Eupen zyskało sąd
- 1674 – Eupen otrzymało prawa miejskie
- 1680 – początek przemysłu włókienniczego
- 1713 – zgodnie z postanowieniami pokoju utrechckiego Brabancja i Limburgia razem z Eupen powróciły do Habsburgów austriackich
- 1794 – Eupen zostało zaanektowane przez Francję i stało się częścią departamentu Ourthe
- 1815 – po kongresie wiedeńskim miasto zostało częścią pruskiej prowincji Renu
- 1870 − miasto znalazło się w Cesarstwie Niemieckim i stało się znanym uzdrowiskiem
- 1919 – w wyniku postanowień traktatu wersalskiego, Eupen zostało przyłączone do Belgii
- 1940 – po zajęciu Belgii przez Niemców, Eupen włączono do III Rzeszy
- 1944 – okupacja miasta przez armię amerykańską
- 1945 – Eupen wraca do Belgii

## Podział administracyjny
W skład miasta wchodzi jedna dzielnica (section):
- Kettenis

## Transport
Znajduje się tutaj stacja kolejowa Eupen.

## Współpraca
Miejscowość partnerska:
- Temse, Flandria Wschodnia